# Evolution: The Best of Iron Butterfly
Evolution: The Best of Iron Butterfly es un álbum recopilatorio de grandes éxitos lanzado en 1971 por el grupo Iron Butterfly. Las canciones provienen de sus álbumes: Heavy, In-A-Gadda-Da-Vida, Ball y Metamorphosis.

## Lista de canciones
1. "Iron Butterfly Theme" - 4:34
2. "Possession" - 2:45
3. "Unconscious Power" - 2:32
4. "Flowers and Beads" - 3:05
5. "Termination" - 3:00
6. "In-A-Gadda-Da-Vida" (versión editada) - 2:56
7. "Soul Experience" - 2:53
8. "Stone Believer" - 4:25
9. "Belda-Beast" - 5:45
10. "Easy Rider" - 3:06
11. "Slower than Guns" - 3:22

## Miembros
- Doug Ingle - Voz principal/Órgano: 1966-1971
- Jerry Penrod - Bajo/Voz: 1966-1968
- Darryl DeLoach - Voz/Guitarra/Tamborín/Percusión: 1966-1968
- Danny Weis - Guitarra/Voz
- Erik Brann - Guitarra principal: 1968-1969
- Lee Dorman - Bajo/Voz: 1968-1971
- Ron Bushy - Batería: 1966-1971
- Mike Pinera - Guitarra/Voz: 1970-1971
- Larry "Rhino" Reinhardt - Guitarra: 1970-1971

- Datos: Q3498062